# El largo atardecer del caminante
El largo atardecer del caminante (dt. Die lange Abenddämmerung des Wanderers) ist ein 1992 erschienener historischer Roman des argentinischen Schriftstellers Abel Posse (* 1939, Córdoba).

## Inhalt
Als Ich-Erzähler des Romans fungiert der alternde, erfolglose
und desillusionierte Konquistador Álvar Núñez Cabeza de Vaca, der sich  nach seinen militärisch und politisch erfolglosen Kampagnen während der spanischen Konquista Lateinamerikas in Sevilla zur Ruhe gesetzt hat. 
Rückschauend erzählt der Roman den Schiffbruch und die legendäre Irrfahrt Cabeza de Vacas durch den Norden Mexikos und den Süden der heutigen USA, wie sie in der Chronik Naufragios der historischen Figur Álvar Núñez Cabeza de Vaca belegt ist. Zusätzlich zu historisch greifbaren Fakten fügt Abel Posse eine Vielzahl fiktiver Elemente ein, etwa eine Liebesgeschichte zwischen dem alternden Konquistadoren und einer jungen Bibliothekarin in Sevilla, die den Álvar Núñez des Romans motiviert, eine neue, 'wahre' Version seiner Chronik zu schreiben: Diese beschreibt, wie er auf seiner Irrfahrt mit der Zeit indianische Kultur und Werte übernimmt, eine indianische Frau heiratet und mit ihr zwei Kinder zeugt, bevor es ihm gelingt, wieder in spanischen Herrschaftsbereich zurückzukehren.
Abel Posse präsentiert so die historische Person des Álvar Núñez Cabeza de la Vaca in einem neuen Licht: Er hebt die kulturelle Hybridität hervor, die sich aus der Begegnung der alten Welt mit der neuen ergibt, - als einziger Gewinn aus einer militärischen, ökonomischen und persönlichen Niederlage, die die Eroberung Amerikas für ihn bedeutet.

## Hintergrund
Durch diese dekonstruierende Perspektive reiht sich das Werk literaturgeschichtlich in Postkolonialität und Postmoderne ein.